# Euphoniinae
Gli Euphoniinae Cabanis, 1847 sono una sottofamiglia di uccelli passeriformi della famiglia Fringillidae.

## Etimologia
Il nome scientifico della sottofamiglia deriva da quello delle eufonie, che ne costituiscono la maggioranza delle specie ascritte.

## Descrizione
Alla sottofamiglia vengono ascritte specie di piccole dimensioni, che vanno dai 9 cm delle eufonie di minori dimensioni ai 12–13 cm delle clorofonie. Alla sottofamiglia vengono ascritte specie dalla conformazione massiccia, munite di becco conico corto e robusto, ali appuntite e coda squadrata.
La livrea è estremamente variabile, presentando generalmente area ventrale (petto, ventre e sottocoda) di colore giallo, calotta anch'essa di colore giallo, mentre il resto del piumaggio può essere verde (come accade nelle clorofonie), bruno o nero, talvolta con riflessi metallici blu o porpora: il dimorfismo sessuale è sempre molto evidente, con femmine dalla colorazione molto più sobria e dimessa.

## Biologia
Alla sottofamiglia appartengono specie timide, dalle abitudini diurne, che si muovono da sole o a coppie: la loro dieta si basa prevalentemente su frutta e bacche, comprendendo anche piccoli semi ed insetti.

Le coppie collaborano nella costruzione del nido e nell'allevamento della prole, mentre la cova è apparentemente appannaggio esclusivo della femmina. I pulli schiudono ciechi ed implumi.

## Distribuzione e habitat
I membri della sottofamiglia occupano un areale piuttosto vasto, che comprende gran parte del Sudamerica centrale e settentrionale, spingendosi a nord nell'America centrale fino al Messico meridionale e comprendendo anche alcune delle Grandi (Hispaniola, Giamaica, Porto Rico) e Piccole Antille.
Il loro habitat è rappresentato dalle aree alberate, con alcune specie specializzate negli ambienti più secchi o con presenza di radure, altre abitatrici della foresta pluviale ed altre che si spingono nella foresta nebulosa.

## Tassonomia
Tradizionalmente la sottofamiglia degli Euphoniinae è stata per lungo tempo ascritta ai Thraupidae, in virtù della somiglianza morfologica: a seguito di analisi molecolari è emersa un'inaspettata parentela stretta coi fringillidi, fra i quali la sottofamiglia è stata pertanto spostata.
Alla sottofamiglia vengono ascritti due generi e trentadue specie:
Genere Euphonia
- Euphonia jamaica (Linnaeus, 1766) - eufonia della Giamaica
- Euphonia plumbea Du Bus de Gisignies, 1855 - eufonia plumbea
- Euphonia affinis (Lesson, 1842) - eufonia di macchia
- Euphonia luteicapilla (Cabanis, 1861) - eufonia corona gialla
- Euphonia chlorotica (Linnaeus, 1766) - eufonia golapurpurea
- Euphonia trinitatis Strickland, 1851 - eufonia di Trinidad
- Euphonia concinna Sclater, 1855 - eufonia fronte di velluto
- Euphonia saturata (Cabanis, 1861) - eufonia corona aranciata
- Euphonia finschi Sclater & Salvin, 1877 - eufonia di Finsch
- Euphonia violacea (Linnaeus, 1758) - eufonia violacea
- Euphonia laniirostris d'Orbigny & Lafresnaye, 1837 - eufonia beccoforte
- Euphonia hirundinacea Bonaparte, 1838 - eufonia golagialla
- Euphonia chalybea (Mikan, 1825) - eufonia golaverde
- Euphonia elegantissima (Bonaparte, 1838) - eufonia monaca
- Euphonia cyanocephala (Vieillot, 1819) - eufonia groppadorata
- Euphonia musica (Gmelin, 1789) - eufonia delle Antille
- Euphonia fulvicrissa Sclater, 1857 - eufonia dal sottocoda fulvo
- Euphonia imitans (Hellmayr, 1936) - eufonia corona maculata
- Euphonia gouldi Sclater, 1857 - eufonia di Gould
- Euphonia chrysopasta Sclater & Salvin, 1869 - eufonia ventredorato
- Euphonia mesochrysa Salvadori, 1873 - eufonia verde-bronzata
- Euphonia minuta Cabanis, 1849 - eufonia minuta
- Euphonia anneae Cassin, 1865 - eufonia corona fulva
- Euphonia xanthogaster Sundevall, 1834 - eufonia ventrearancio
- Euphonia rufiventris (Vieillot, 1819) - eufonia rufiventre
- Euphonia pectoralis (Latham, 1801) - eufonia ventrecastano
- Euphonia cayennensis (Gmelin, 1789) - eufonia della Cayenna

Genere Chlorophonia
- Chlorophonia flavirostris Sclater, 1861 - tangara verde dal collare giallo
- Chlorophonia cyanea (Thunberg, 1822) - tangara verde nucablu
- Chlorophonia pyrrhophrys (Sclater, 1851) - tangara verde pettocastano
- Chlorophonia occipitalis (Du Bus de Gisignies, 1847) - tangara verde corona azzurra
- Chlorophonia callophrys (Cabanis, 1861) - tangara verde dai sopraccigli dorati

Nell'ambito della famiglia Fringillidae, gli Euphoniinae formano un clade assieme ai Carduelinae, ben distanziato dai più basali Fringillinae.